# Puchar Jaszczura

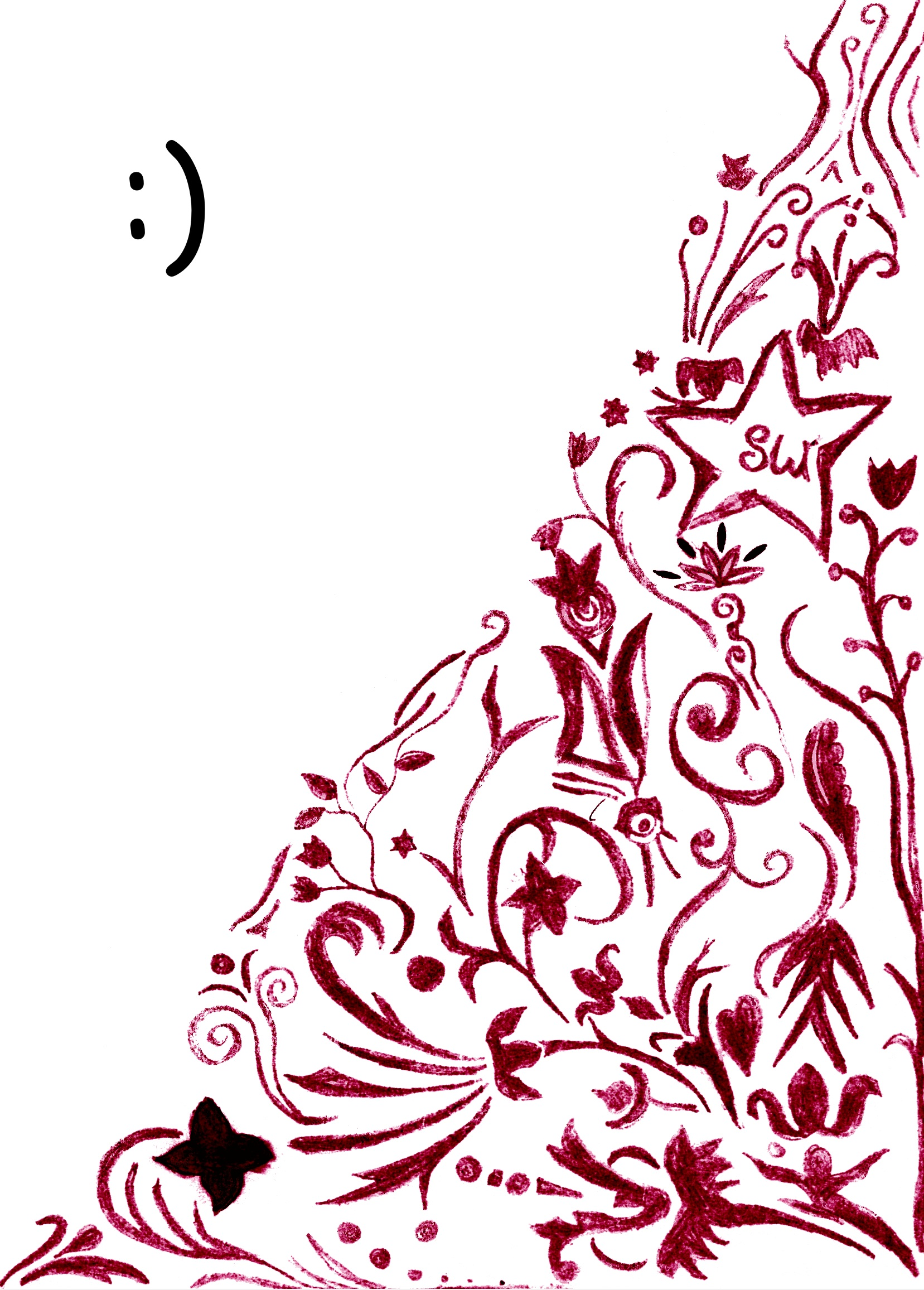
Lampion Maratonu na Orientację „Jaszczur”

Maraton na Orientację „Jaszczur” – odbywający się na obszarze Polski cykl imprez na orientację dla średnio-zaawansowanych (25 km) i zaawansowanych turystów (50 km). Przygotowana jest także trasa rowerowa (zwana także jako: niepiesza) (50 km), a w niektórych sytuacjach też trasa młodzieżowa (13 km).
Cechą szczególną Jaszczura jest zwiedzanie Polski. Imprezy odbywają się w różnych regionach i zawsze prowadzone są w dzień, aby móc podziwiać zalety wybranej trasy. Na trasach Jaszczura są do odszukania punkty kontrolne w postaci lampionów, a także miejsca ciekawe ze względu na topografię terenu oraz miejsca związane z historią lub przyrodą danej okolicy. Przydatne okazują się także podstawowe umiejętności rysunkowe i znajomość świata przyrody. Zdarza się, że niektóre z imprez Jaszczur ocierają się o granice Polski.
Uczestnictwo w Jaszczurach spięte jest w cykl Pucharu Jaszczura, który wyłania ostateczną klasyfikację zliczając wyniki z wszystkich 4 imprez w roku.
W porozumieniu z Komitetem Organizacyjnym Pucharu Polski w Pieszych Maratonach na Orientację (PMnO) imprezy z cyklu Pucharu Jaszczura od 2012 roku klasyfikowane są do Pucharu Polski w Pieszych Maratonach na Orientację (PMnO) w kategorii 50 km.
Od 2015 roku maratony Pucharu Jaszczura zaliczane są do Ligi Pieszych Rajdów na Orientację (LigaPRO), jako współzałożyciel Ligi.
Od 2016 roku maratony Pucharu Jaszczura biorą udział w klasyfikacji OrientLigi (OrientLiga Pomorska, OrientLiga Lubelska).

Organizatorem Pucharu Jaszczura jest Zgromadzenie Wędrownicze przy Kociewskim Klubie Turystycznym z siedzibą w Starogardzie Gdańskim.